# Магомедов, Магомед-Ильяс Шамильевич
Магомед(-Ильяс) Шамильевич Магомедов (31 июля 1996, Каспийск, Дагестан, Россия) — российский боксёр-любитель, выступающий в полутяжёлой весовой категории. Мастер спорта России, чемпион России.

## Спортивная карьера
29 декабря 2018 года ему было присвоено звание мастер спорта России. В марте 2023 года в Каспийске выиграл чемпионат Дагестана. В июне 2023 года Первенстве России среди юниоров в возрасте 19-22 года стал серебряным призёром. В середине сентября 2023 года в Каспийске стал победителем международного турнира памяти Магомед-Салама Умаханова. В январе 2024 года стал бронзовым призёром Кубка России, который проходил в Самаре. В апреле 2024 года в Бишкеке стал бронзовым призёром Международного турнира памяти Героя Советского Союза Дуйшенкула Шопокова. В мае 2024 года в Краснодаре выиграл молодежный чемпионат России. 10 октября 2024 года в Иркутске одолев в полуфинале Никиту Зоня, вышел в финал чемпионата России. 12 октября 2024 года в финале чемпионата России победил Никиту Воронова из Белгородской области, став победителем

## Спортивные достижения
- Первенство России среди юниоров в возрасте 19-22 года 2023 — ;
- Кубок России по боксу 2024 — ;
- Первенстве России среди юниоров в возрасте 19-22 года 2024 — ;
- Чемпионат России по боксу 2024 — ;